# Rete filoviaria di Bergamo
La rete filoviaria di Bergamo fu in servizio nella città orobica dal 1950 al 1978.

Un filobus sulla linea 4, presso il Cimitero.

## Storia
Già nel biennio 1921-22 fu in esercizio a Bergamo una linea filoviaria, che sostituiva la funicolare per Bergamo Alta in riparazione; furono impiegati due filobus Zaretti, uno dei quali venne successivamente ceduto alla filovia Châtillon-Saint-Vincent.
La rete filoviaria bergamasca venne realizzata in sostituzione di quella tranviaria ritenuta al tempo obsoleta. Oltre alle linee urbane, ne fu costruita anche una suburbana che raggiungeva Seriate, cittadina poco fuori dal capoluogo, già servita dalla tranvia a vapore per Romano e Soncino.
Il nuovo mezzo permise anche di servire la Città Alta, che in precedenza non poté essere utilizzata dai tram urbani a causa delle pendenze elevate.
Dal 1956 la rete raggiunse la massima estensione di 19 km e comprendeva 6 linee:
- 1 Stazione FS - Porta Nuova - Stazione Funicolare
- 2 Ospedale - v. Verdi - Borgo S. Caterina
- 3 Stazione FS - Porta Nuova - Stazione Funicolare - Città Alta - Colle Aperto
- 4 Cimitero - v. Borgo Palazzo - Porta Nuova - v. Previtali
- 5 Porta Nuova (v. Galliccioli) - v. Borgo Palazzo - Seriate
- 6 Porta Nuova (v. Galliccioli) - v. S. Giovanni Bosco - Colognola

La rete iniziò ad essere ridotta a partire dal 1967. L'ultima linea rimasta attiva, la 2, venne chiusa nel 1978.

## Mezzi
| Numeri sociali | Costruzione | Radiazione | Telaio            | Carrozzeria | Equipaggiamento elettrico | Note                                                                         |
| -------------- | ----------- | ---------- | ----------------- | ----------- | ------------------------- | ---------------------------------------------------------------------------- |
| 11-15          | 1950        | 1968       | Fiat 668F         | Stanga      | TIBB                      |                                                                              |
| 16-34          | 1952        | 1970-1973  | Alfa Romeo 900 AF | CAB         | Ansaldo                   |                                                                              |
| 35-36          | 1961        | 1978       | Fiat 2411F        | CaNSA       | TIBB                      | Provenienti da Verona, in servizio dal 1975                                  |
| 37-38          | 1966        | 1978       | Fiat 2411F        | CaNSA       | CGE                       | Provenienti da Verona, in servizio dal 1975; ceduti nel 1978 a Bologna       |
| 39-42          | 1961-1966   | 1978       | Fiat 2411F        | Fiat        | TIBB                      | Provenienti da Verona, in servizio dal 1975; nº 42 ceduto nel 1978 a Bologna |